# Oskar Panizza
Leopold Hermann Oskar Panizza (Bad Kissingen, 12 novembre 1853 – Bayreuth, 28 settembre 1921) è stato un medico, scrittore e pubblicista tedesco.

## Biografia
Nei suoi scritti Panizza ha attaccato lo stato autoritario dell'impero tedesco, la Chiesa cattolica, i tabù sessuali e i concetti morali borghesi. Come individualista letterario, assume un ruolo speciale nella storia letteraria tedesca: l'anticonformista della moderna di Monaco di Baviera può essere solo approssimativamente classificato tra naturalismo ed espressionismo. È noto soprattutto per la provocatoria tragicommedia "Das Liebeskonzil" ("Il concilio d'amore", 1894). Dopo un'educazione rigorosamente pietistica, divenne dottore in psichiatria, ma presto si rivolse alla letteratura. Le sue provocazioni blasfeme lo mandarono in prigione per un anno nel 1895. Dopo la sua liberazione visse per otto anni in esilio, prima a Zurigo e poi a Parigi.
Dopo la pubblicazione del suo libro di poesie "Parisjana" 1899 Panizza fu accusato di lesa maestà in Germania e tutti i suoi beni ivi rimanenti furono confiscati. Quando non riuscì più a pagare l'affitto, tornò a Monaco nell'aprile 1901 e si consegnò alle autorità. A Panizza fu diagnosticata una paranoia sistematica. Tutte le accuse criminali furono ritirate a causa della follia, e fu libero di tornare a Parigi, dove visse per altri tre anni. Il deterioramento della sua salute mentale lo costrinse a tornare in Germania, dove trascorse i suoi ultimi sedici anni in un manicomio a Bayreuth e dove morì nel 1921.;

## Opere letterarie
- Düstre Lieder. Lipsia, 1886
- Londoner Lieder. Lipsia, 1887
- Legendäres und Fabelhaftes. 1889
- Dämmerungsstücke. 1890
- Genie und Wahnsinn. 1891
- Aus dem Tagebuch eines Hundes. Lipsia, 1892
- Die unbefleckte Empfängnis der Päpste. Lipsia, 1893 (L'Immacolata Concezione dei Papi. Edizione Spirali, Milano. Traduzione, note e saggio a cura di Giovanni Chiarini. Testo tedesco a fronte)
- Das Liebeskonzil. Eine Himmels-Tragödie in 5 Aufzügen. Zurigo, 1895
- Der Illusionimus und die Rettung der Persönlichkeit. Zurigo, 1895  (L'illusionismo e la salvezza della personalità. Abbozzo di una filosofia. Edizioni Immanenza, Napoli. Nota bio-bibliografica di Giovanni Chiarini)
- Die gelbe Kroete. 1896
- Die Haberfeldtreiben im bairischen Gebirge. Eine sittengeschichtliche Studie. Berlíno, 1897
- Psichopatia criminalis. Anleitung um die vom Gericht für notwendig erkanten Geisteskrankheiten psichjatrisch zu eruïren und wissenschaftlich festzustellen. Für Ärzte, Laien, Juristen, Vormünder, Verwaltungsbeamte, Minister etc. Zurigo, 1898
- Dialoge im Geiste Hutten's. Über die Deutschen. Über das Unsichtbare .... Zurigo, 1898
- Parisjana. Deutsche Verse aus Paris. 1899
- Visionen der Dämmerung. Monaco, 1914